# 기어오일
기어오일(영어: gear oil)은 자동차, 트럭, 기타 기계 등의 변속기, 트랜스퍼 케이스, 차동 기어에 사용하기 위해 만들어진 윤활유이다. 기어를 더 잘 보호하기 위해 점성이 높으며, 보통 유황 냄새가 강하다. 높은 점성은 기어 트레인 전체에 윤활유를 골고루 보낼 수 있도록 해준다.